# Џемисон (Алабама)
Џемисон (енгл. Jemison) град је у америчкој савезној држави Алабама. По попису становништва из 2010. у њему је живело 2.585 становника.

## Демографија
Према попису становништва из 2010. у граду је живело 2.585 становника, што је 337 (15,0%) становника више него 2000. године.
| Група             | 2000.         | 2010.         |
| Белци             | 1.720 (76,5%) | 1.916 (74,1%) |
| Афроамериканци    | 438 (19,5%)   | 458 (17,7%)   |
| Азијати           | 4 (0,2%)      | 2 (0,1%)      |
| Хиспаноамериканци | 66 (2,9%)     | 182 (7,0%)    |
| Укупно            | 2.248         | 2.585         |